# Naomichi Uramoto
Naomichi Uramoto (Japans: 浦本 修充) (Tokio, 24 juli 1994) is een Japans motorcoureur.

## Carrière
Uramoto debuteerde in 2009 in de GP125-klasse van het Japans kampioenschap wegrace op een Honda. Hij behaalde zijn eerste podiumplaats op het Sportsland SUGO. Met 28 punten werd hij dertiende in de eindstand. In 2010 kwam hij uit in de J-GP3-klasse van het Japanse kampioenschap en bleef hij op een Honda rijden. Hij behaalde een podiumplaats op de Twin Ring Motegi en werd met 71 punten zesde in het eindklassement. In 2011 stapte hij binnen het Japanse kampioenschap over naar de ST600-klasse, waarin hij opnieuw op een Honda uitkwam. Een vierde plaats op Autopolis was zijn beste resultaat en hij werd met 61 punten achtste in het kampioenschap.
In 2012 stapte Uramoto binnen het Japanse kampioenschap over naar de J-GP2-klasse, waarin hij opnieuw op een Honda reed. Hij won direct de eerste race op Motegi en behaalde nog twee podiumfinishes op SUGO en het Okayama International Circuit. Vanwege een aantal mindere resultaten in de overige races eindigde hij slechts als tiende in het klassement met 85 punten. In 2013 won hij de seizoensfinale op het Suzuka International Racing Course en behaalde hij ook op Autopolis het podium. Met 130 punten werd hij achter Kohta Nozane en Hideyuki Ogata derde in het kampioenschap. In 2014 behaalde hij weliswaar geen overwinningen, maar stond hij wel op SUGO, Motegi en Suzuka op het podium. Met 120 punten werd hij achter Yuki Takahashi en Ogata opnieuw derde in de eindstand.
In 2015 stapte Uramoto binnen het Japanse kampioenschap over naar de JSB1000-klasse en reed hierin opnieuw op een Honda. Hij behaalde een podiumplaats op SUGO en behaalde in totaal 76 punten, waardoor hij tiende werd in de eindstand. In 2016 keerde hij terug naar de J-GP2-klasse, waarin hij ditmaal op een Suzuki uitkwam. Hij kende een zeer succesvol seizoen waarin hij de eerste vier races op het Tsukuba Circuit (tweemaal), Motegi en SUGO wist te winnen. Met 142,7 punten werd hij gekroond tot kampioen in de klasse. Dat jaar debuteerde hij tevens in de Moto2-klasse van het wereldkampioenschap wegrace op een Kalex als wildcardcoureur tijdens zijn thuisrace, waarin hij op plaats 21 eindigde.
In 2017 keerde Uramoto in het Japanse kampioenschap terug naar de JSB1000-klasse, maar ditmaal op een Suzuki. Twee vijfde plaatsen op SUGO en Autopolis waren zijn beste resultaten en hij werd met 90 punten dertiende in het klassement. In 2018 maakte Uramoto de overstap naar Europa, waarin hij deelnam aan de Superstock 1000-klasse van het Spaans kampioenschap wegrace op een Suzuki. Zijn beste klassering was een vijfde plaats op het Circuito Permanente de Jerez en hij werd met 52 punten achtste in de eindstand.
In 2019 stapte Uramoto binnen het Spaanse kampioenschap over naar de superbike-klasse, waarin hij opnieuw op een Suzuki reed. Zijn beste resultaat was ditmaal een vierde plaats op het Motorland Aragón en hij werd met 52 punten achtste in de eindstand. In 2020 behaalde hij zijn eerste overwinning in de klasse op het Circuit de Barcelona-Catalunya en in de seizoensfinale op Jerez voegde hij hier een tweede zege aan toe. Daarnaast stond hij ook op het Circuit Ricardo Tormo Valencia op het podium. Met 142 punten eindigde hij op de vierde plaats in het kampioenschap.
In 2021 behaalde Uramoto in het Spaanse kampioenschap geen overwinningen, maar stond hij op het Circuito de Navarra (eenmaal) en op Jerez (tweemaal) op het podium. Met 159 punten werd hij zesde in het eindklassement. Dat jaar debuteerde hij tevens in het wereldkampioenschap superbike als wildcardcoureur op een Suzuki in het weekend op Navarra. Hij scoorde weliswaar geen punten, maar een zestiende plaats in de eerste race was zijn beste resultaat. Daarnaast debuteerde hij ook in het Brits kampioenschap superbike op een Suzuki als vervanger van de geblesseerde Danny Kent. Hij behaalde hierin twee dertiende plaatsen.